# Distrikt San Juan de la Virgen
Der Distrikt San Juan de la Virgen ist einer der 6 Distrikte der Provinz Tumbes in der Region Tumbes im äußersten Nordwesten von Peru. Der Distrikt wurde am 12. Januar 1871 gegründet. Auf 118,71 km² Fläche lebten beim Zensus 2017 4572 Einwohner. Im Jahr 1993 lag die Einwohnerzahl bei 3641, im Jahr 2007 bei 3848. Verwaltungssitz ist die Ortschaft San Juan de la Virgen mit 1559 Einwohnern (Stand 2017). San Juan de la Virgen liegt am rechten Flussufer des Río Tumbes auf einer Höhe von 40 m, 7 km südsüdöstlich der Provinz- und Regionshauptstadt Tumbes.
Der Distrikt San Juan de la Virgen liegt im zentralen Nordosten der Provinz Tumbes. Der Fluss Río Tumbes verläuft entlang der westlichen Distriktgrenze. Im Süden erhebt sich ein bewaldeter Höhenrücken.
Der Distrikt San Juan de la Virgen grenzt im Norden an den Distrikt Tumbes, im Osten an den Distrikt Matapalo (Provinz Zarumilla), im Süden an den Distrikt Pampas de Hospital sowie im Westen an die Distrikte San Jacinto und Corrales.

## Ortschaften im Distrikt
Neben dem Hauptort San Juan de la Virgen gibt es noch folgende Ortschaften im Distrikt:
- Cafetería
- Ceveros
- Cerro Blanco
- Garbanzal
- Las Peñas
- Miraflores
- Tacural